# Лили Сент-Сир
Эта статья — об американской стриптизёрше. Об американской киноактрисе см. Лиллиан Маргарет Сент-Сир.
Лили Сент-Сир (англ. Lili St. Cyr; 3 июня 1918, Миннеаполис, Миннесота — 29 января 1999, Лос-Анджелес, Калифорния) — американская стриптизёрша, ведетта, артистка бурлеска, фотомодель и киноактриса.

## Биография
Виллис Мари Ван Шак (настоящее имя артистки) родилась 3 июня 1918 года в Миннеаполисе (штат Миннесота, США). Две сестры, ставшие известными под актёрским псевдонимами Розмари Мински, она же Дарди Орландо (1924 — ?), и Барбара Моффетт, тоже работали в шоу-бизнесе, но не получили такого признания как их сестра. Все трое воспитывались бабушкой и дедушкой (о родителях девочек информации нет).
В 1925 году семья переехала в город Пасадина, где Виллис начала заниматься балетом и танцами. В школе отучилась девять классов, после чего стала работать официанткой в китайском ресторанчике. Затем она начала выступать как шоугёл, а с 1937 года стала хористкой в проходных фильмах, потом стала выступать в ночных клубах, взяв себе псевдоним Лили Сент-Сир. Попробовала себя в стриптизе и с начала 1940-х до середины 1950-х годов оставалась в тройке самых известных стриптизёрш США, наряду с Джипси Розой Ли и Энн Корио.
У Сент-Сир были персональные номера. Например, в конце выступления рабочий сцены с помощью удочки и лески, невидимых зрителям, подцеплял стринги артистки, и они улетали на балкон одновременно с гаснущим светом — это носило название «Летающие G». Стали известны её номера «Стриптиз наоборот» (актриса выходила на сцену почти обнажённая и медленно под музыку одевалась), «Женщина-волчица», «Послеполуденный отдых фавна», «Балерина», «В персидском гареме», «Китайская девственница», «Самоубийство» и «Богиня джунглей», где Сент-Сир имитировала любовь с попугаем. Артистка придавала большое значение реквизиту: она, как и многие её коллеги по цеху, часто использовала в своих выступлениях пенную ванну, а также замысловатые наборы ванных принадлежностей, зеркал и вешалок для шляп. Лили выступала на стриптиз-сцене в роли Золушки, матадора, Саломеи, невесты, самоубийцы, Клеопатры, Кармен, Шахерезады и др.
Лили Сент-Сир много выступала не только в США, но и в канадском Монреале, где имела огромный успех. Однако Католическое духовенство Квебека и Комитет общественной морали добились закрытия театра «Гэйети», где она выступала («театр воняет отвратительным запахом сексуального безумия» — the theater is made to stink with the foul odor of sexual frenzy), а саму артистку ненадолго арестовали за «аморальное, непристойное и неприличное поведение» (immoral, obscene and indecent behavior).
В 1947 году Сент-Сир снова была арестована «за непристойное выступление», в ночном клубе Ciro's в Голливуде (здесь её знали под прозвищем «Анатомическая бомба»). Её защитником был известный адвокат Джерри Гислер. Артистка подробно описала присяжным свой номер, как она принимает ванну на сцене. После 80-минутного совещания Сент-Сир была оправдана.
В 1953 году Сент-Сир попробовала начать карьеру киноактрисы, но особых успехов не добилась. За шесть лет она снялась в девяти фильмах, два из которых были короткометражными, а в одном без указания в титрах. В 1965 году Лили снялась ещё в одной ленте, и на этом её кинокарьера была окончена.
В середине 1950-х годов Сент-Сир заявила журналистам, что не принадлежит ни к одной крупной религии и что не желает иметь детей — для США того времени эти заявления были шокирующими.
В конце 1950-х годов стало известно о попытке самоубийства артистки, а также о том, что она принимает наркотики.
Сент-Сир была пинап-девушкой, известный фотограф Бруно Бернард называл её «своей любимой моделью» и «своей музой».
В 1970-х годах Сент-Сир покончила со стриптизом и выступлениями. К тому времени она потратила почти всё, заработанное ею во времена своей популярности, и на последние деньги открыла небольшой бизнес, связанный с женским нижним бельём (The Undie World of Lili St. Cyr), чем и занималась до конца жизни. Последние годы прожила в скромной голливудской квартире, одна, в окружении нескольких кошек.
Лили Сент-Сир скончалась 29 января 1999 года в Лос-Анджелесе. Включена в Зал славы бурлеска.

### Личная жизнь
Лили Сент-Сир была замужем шесть раз, все её браки окончились разводами, детей не было.
1. 25 июля 1936 — 8 декабря 1938. Корди Милн[англ.] (1914—1978), мотогонщик[10].
2. 1941 — до 28 августа 1946. Ричард Хьюберт.
3. 28 августа 1946 — 26 сентября 1949. Пол Валентайн[англ.] (1919—2006), актёр театра, кино и телевидения, хореограф, танцор и певец[11].
4. Декабрь 1950 — 1954. Армандо Коччи (Орсини), ресторатор.
5. 21 февраля 1955 — до 30 октября 1959. Тед Джордан (1924—2005), актёр кино и телевидения[12][13].
6. 30 октября 1959 — 8 июля 1964. Джо Зомар (1920—1997), мастер по спецэффектам[14].

Сент-Сир сама себя называла нимфоманкой. Также, по её словам, она отказалась от карьеры киноактрисы, чтобы была возможность поддерживать сексуально активный образ жизни, и сделала десять абортов до вступления в силу закона «Роу против Уэйда» (1973), а также увела одного из мужей у Мэрилин Монро.

## В популярной культуре
- В мюзикле 1940 года «Приятель Джои» в концовке песни Zip риторически вопрошается: «Кто такая, чёрт возьми, эта Лили Сент-Сир?» (Who the hell is Lili St. Cyr?)[6]
- В мюзикле 1973 года «Шоу Рокки Хоррора[англ.]» и его экранизации 1975 года в концовки песни Don't Dream It, Be It восклицается: «Боже, благослови Лили Сент-Сир!» (God bless Lili St. Cyr!)[7]
- В 1989 году свет увидела книга Теда Джордана (муж Сент-Сир в 1955—1959 гг.) «Норма Джин: Моя тайная жизнь с Мэрилин Монро» (Нью-Йорк, изд. William Morrow and Company). В ней утверждается, что Монро во многом обязана Сент-Сир своей сексуальности, умением одеваться, краситься, вести себя и т. д. Лайза Доусон, редактор William Morrow and Company, в 1989 году в интервью Newsday сказала: «Мэрилин очень походила на Сент-Сир — её манера одеваться, говорить, весь её облик. Норма Джин [настоящее имя Мэрилин Монро] была мышеподобная шатенка с высоким писклявым голоском, и именно от Лили Сент-Сир она узнала как стать секс-богиней». Данные утверждения активно оспариваются биографами Монро и также активно поддерживаются биографами Сент-Сир[6].

## Избранная фильмография
- 1953 — Урок любви от Золушки / Cinderella's Love Lesson — Золушка (к/м)[15]
- 1954 — Майамская история[англ.] / The Miami Story — стриптизёрша (в титрах не указана)
- 1955 — Сын Синдбада[англ.] / Son of Sinbad  — Нерисса, девушка из багдадского гарема[16]
- 1958 — Нагие и мёртвые / The Naked and the Dead — Уилла Мэй (Лили), стриптизёрша в ночном клубе Гонолулу
- 1958 — Джозетта из Нового Орлеана / Josette from New Orleans — Джозетта
- 1965 — Сбежавшая девушка[англ.] / Runaway Girl — Эделла

В роли самой себя
- 1952 — Брачная ночь Лили / Lili's Wedding Night
- 1953 — Стрипорама[англ.] / Striporama
- 1954 — Варьетезе[англ.] / Varietease (док.)
- 1959 — Я бандит[англ.] / I Mobster